# 鈴鹿川

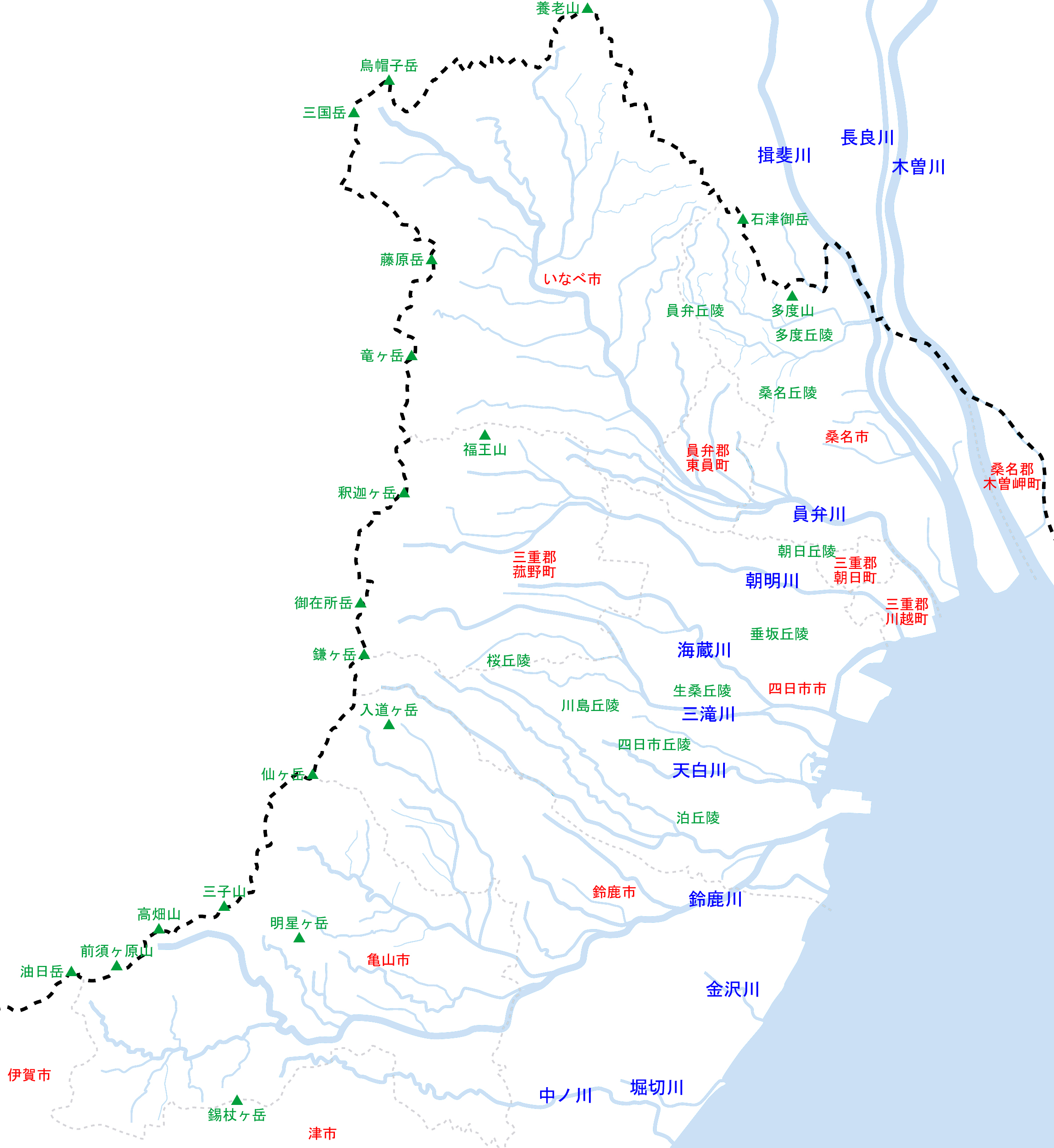
三重県北部を流れる河川の位置関係。濃い破線は県境、薄い破線は市町村境。河川名は木曽川水系以外は水系本川のみ記載。

鈴鹿川（すずかがわ）は、三重県北部を流れる一級水系の本流。

## 概要
川の名前は大海人皇子が東国へ向かう途中、洪水に難渋しているところに駅路鈴をつけた鹿が現れ、その背に乗って川を渡ったという伝説から付けられたとされる。
歌枕として古来多くの和歌に詠まれてきた。

## 地理
滋賀県との県境を成す鈴鹿山脈の高畑山（三重県・滋賀県）に発し、伊勢湾に注ぐ。流路のほとんどで東海道（国道1号）が並行する。上流域はかつて鈴鹿郡関町だったが、2005年（平成17年）1月11日から亀山市に編入された。
また、特筆すべき事項として、1956年（昭和31年）8月1日、旧鈴鹿郡関町加太一ツ家が分水界を越えて旧阿山郡伊賀町に編入され、伊賀町一ツ家（現在は伊賀市一ツ家）となったため、主な支流の一つである加太川は伊賀市も流れている。

## 流域の自治体
三重県
亀山市、鈴鹿市、四日市市

## 主な支流
一級河川のみを下流側から順に記載する。
| 河川            | よみ                      | 次数    | 管理者                | 主な経過地                | 河川延長 （km） | 備考 |
| --------------- | ------------------------- | ------- | --------------------- | ------------------------- | --------------- | ---- |
| 鈴鹿川          | すずかがわ                | 本川    | 中部地方整備局 三重県 | 四日市市、鈴鹿市、 亀山市 | 38              |      |
| 内部川          | うつべがわ                | 1次支川 | 中部地方整備局 三重県 | 四日市市、鈴鹿市          |                 |      |
| 春雨川          | はるさめがわ              | 2次支川 | 三重県                | 四日市市                  |                 |      |
| 小池川          | こいけがわ                | 3次支川 | 三重県                | 四日市市                  |                 |      |
| 足見川          | あしみがわ                | 2次支川 | 三重県                | 四日市市                  |                 |      |
| 鎌谷川          | かまたにがわ              | 2次支川 | 三重県                | 四日市市                  |                 |      |
| 谷川            | たにがわ                  | 1次支川 | 三重県 四日市市       | 四日市市                  |                 |      |
| 鈴鹿川派川      | すずかがわはせん          | 1次支川 | 中部地方整備局        | 四日市市                  |                 |      |
| 浪瀬川          | なみせがわ                | 1次支川 | 三重県                | 鈴鹿市                    |                 |      |
| 椎山川 出屋敷川 | しいやまがわ でやしきがわ | 1次支川 | 三重県 鈴鹿市         | 鈴鹿市                    |                 |      |
| 蒲川            | がまがわ                  | 2次支川 | 三重県                | 鈴鹿市                    |                 |      |
| 芥川            | あくたがわ                | 1次支川 | 三重県                | 鈴鹿市                    |                 |      |
| 安楽川          | あんらくがわ              | 1次支川 | 中部地方整備局 三重県 | 鈴鹿市、亀山市            | 17.7            |      |
| 御幣川          | おんべがわ                | 2次支川 | 三重県                | 亀山市、鈴鹿市            |                 |      |
| 鍋川            | なべがわ                  | 3次支川 | 三重県                | 鈴鹿市                    |                 |      |
| 八島川          | やしまがわ                | 2次支川 | 三重県                | 亀山市、鈴鹿市            |                 |      |
| 亀淵川          | かめぶちがわ              | 3次支川 | 三重県                | 鈴鹿市                    |                 |      |
| 兎田川          | うさぎだがわ              | 4次支川 | 三重県                | 鈴鹿市                    |                 |      |
| 寺川            | てらかわ                  | 3次支川 | 三重県                | 鈴鹿市                    |                 |      |
| 源明川          | げんめいがわ              | 3次支川 | 三重県                | 鈴鹿市                    |                 |      |
| 原田川          | はらだがわ                | 2次支川 | 三重県                | 亀山市                    |                 |      |
| 前田川          | まえだがわ                | 2次支川 | 三重県                | 亀山市                    |                 |      |
| 大門川          | だいもんがわ              | 2次支川 | 三重県                | 亀山市                    |                 |      |
| 我女川          | がめがわ                  | 2次支川 | 三重県                | 亀山市                    |                 |      |
| 水晶谷川        | すいしょうだにがわ        | 2次支川 | 三重県                | 亀山市                    |                 |      |
| 宮川            | みやがわ                  | 2次支川 | 三重県                | 亀山市                    |                 |      |
| 椋川            | むくがわ                  | 1次支川 | 三重県                | 鈴鹿市、亀山市            |                 |      |
| 亀田川          | かめだがわ                | 2次支川 | 三重県                | 亀山市                    |                 |      |
| 竜川            | たつがわ                  | 1次支川 | 三重県                | 亀山市                    |                 |      |
| 桜川            | さくらがわ                | 1次支川 | 三重県 亀山市         | 亀山市                    |                 |      |
| 石場川          | いしばがわ                | 2次支川 | 三重県                | 亀山市                    |                 |      |
| 小野川          | おのがわ                  | 1次支川 | 三重県                | 亀山市                    |                 |      |
| 加太川          | かぶとがわ                | 1次支川 | 三重県                | 亀山市                    |                 |      |
| 越川            | えちがわ                  | 2次支川 | 三重県                | 亀山市                    |                 |      |
| 牛谷川          | うしたにがわ              | 2次支川 | 三重県                | 亀山市                    |                 |      |
| 平子川          | ひらこがわ                | 2次支川 | 三重県                | 亀山市                    |                 |      |
| 小神武谷川      | こじんむたにがわ          | 2次支川 | 三重県                | 亀山市                    |                 |      |
| 虻谷川          | あぶたにがわ              | 2次支川 | 三重県                | 亀山市                    |                 |      |
| 神武谷川        | じんむたにがわ            | 2次支川 | 三重県                | 亀山市                    |                 |      |
| 出雲谷川        | いずもたにがわ            | 2次支川 | 三重県                | 亀山市                    |                 |      |
| 吉ヶ谷川        | きちがたにがわ            | 3次支川 | 三重県                | 亀山市                    |                 |      |
| 喜和田川        | きわだがわ                | 2次支川 | 三重県                | 亀山市                    |                 |      |
| アマタノ川      | あまたのがわ              | 3次支川 | 三重県                | 亀山市                    |                 |      |
| 大岡寺川        | たいこうじがわ            | 2次支川 | 三重県                | 亀山市、伊賀市            |                 |      |
| 市の瀬川        | いちのせがわ              | 1次支川 | 三重県                | 亀山市                    |                 |      |
| 中津川          | なかつがわ                | 1次支川 | 三重県                | 亀山市                    |                 |      |

## 並行する交通

### 鉄道
- JR東海及びJR西日本 関西本線（本流及び加太川に並行。亀山駅がJR2社の境界。加太川北岸にはスイッチバックの中在家信号場があった。）

### 道路
- 国道1号（旧東海道）
- 国道25号（本流と加太川の分岐と共に国道1号と分かれ、加太川に並行。加太川南岸にはバイパスの名阪国道が走る。）

## 架橋
江戸時代には橋はなく水かさが増したときは甲斐の渡し（鈴鹿川）の通行は容易でなかった。前川定五郎（1832年 - 1917年（大正6年））が寄付金を集め私財を投じ、1908年（明治41年）に定五郎橋が完成した。1952年（昭和27年）5月27日、鈴鹿川堤防沿いに定五郎の顕彰碑が建てられた。